# Bueng Raya
Bueng Raya is een bestuurslaag in het regentschap Aceh Besar van de provincie Atjeh, Indonesië. Bueng Raya telt 489 inwoners (volkstelling 2010).